# Ryu (Street Fighter)

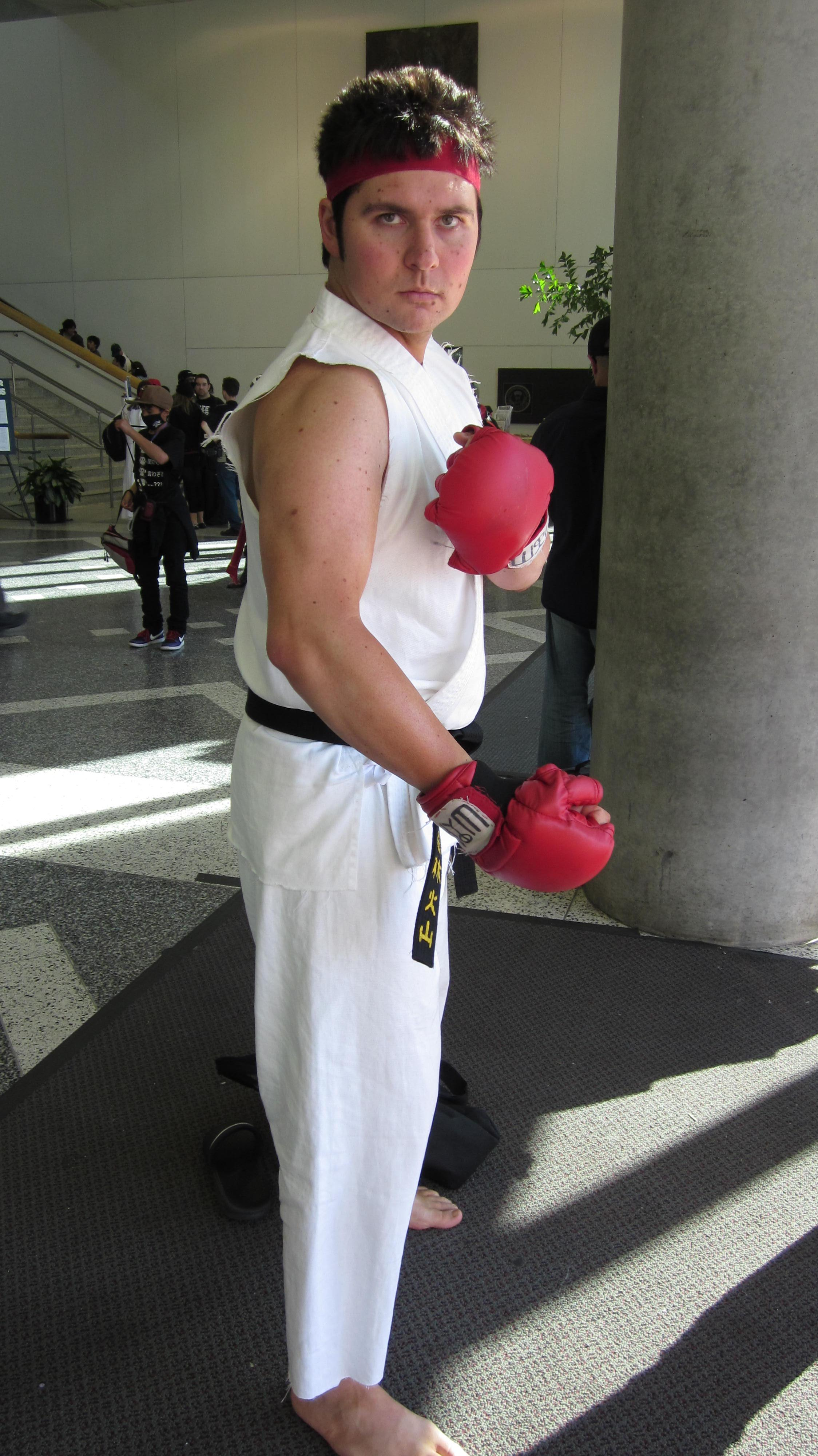
En man utklädd till Ryu

Ryu (リュウ, 隆) är en fiktiv figur i fightingspelet Street Fighter utvecklat av Capcom. Ryu är spelets arketypiska protagonist och har fått många kopior och många andra fightingspelskaraktärer är baserade på Ryu. Han har varit med i alla Street Fighter-spel och har blivit spelets maskot och hjälte och är en av de mest kända figurerna i hela TV-spelsvärlden. Hans bästa vän är den blonde och rödklädde Ken, som också är en hjälte och lite av en maskot.
Ryus standarddräkt och typiska utseende, från Street Fighter II, har varit brunt hår, ett rött hårband, en vit gi och ett svart bälte. I andra spel efter Street Fighter II har han haft olika dräkter och färger. I det första Street Fighter-spelet hade han rött hår med en vit gi och vitt hårband och svart bälte. Han såg också väldigt annorlunda ut i ansiktet i jämförelse med utseendet i Street Fighter II.
Ryu är den typiska fundamentala personen i ett fightingspel med många enkla slag och sparkar och denna enkelhet har gjort honom till en favorit för nybörjare.

## Tekniker
Specialattacker
- Hadouken
- Tatsumaki Senpuukyaku
- Shoryuken
- Shakunetsu Hadouken
- Joudan Sokutou Geri
- Hadou no Kamae

Superattacker
- Shinkuu Hadouken
- Shinkuu Tatsumaki Senpuukyaku
- Shin Shoryuken
- Denjin Hadouken
- Metsu Shoryuken (endast i Alpha-serien)

Ultraattacker
- Metsu Hadouken

## Ryus ursprung
Ryu är en stereotyp vandrande krigare, vars liv helt och hållet är hängivet till andlig perfektion genom kampsporten. Han bryr sig inte så mycket om att vinna eller förlora.
Han är löst baserad på en riktig utövare av karate, Yoshiji Soeno, "The Tiger of Kyokushin" och grundare av Shidokan Karate. På 1970-talet var Soeno den enda krigaren som vågade utmana Reiba, den starkaste Thaiboxaren i hela världen och döpt till "Dark Lord of Muay Thai".

## Kampstil
Både Ryu och Ken är utövare av Ansatsuken, som de lärde sig av sin mästare Gouken. Han hade lovat att lära ut en mindre våldsam version av stilen som skapades av hans mästare Goutetsu, och som inte skulle innehålla den livsfarliga och mördande tekniken som kallas "Shun Goku Satsu", som Akuma tog till sig.
I de första Street Fighter-spelen var Ryu och Kens stil likadan, men senare kunde man märka skillnader mellan de två. Ryu fokuserade mer på teknik, och Ken satsade mer på en oberäknelig stil. Ken fokuserade också mycket på sin Shoryuken, som han ville skulle bli den bästa av alla. Ryu ville förfina sin Hadouken istället. Ryus attacker är lite långsammare än Kens, men är mer fokuserade, och han gör mer skada med individuella slag än med kombinationer. Ryus Shoryuken träffar bara en gång medan Kens träffar tre gånger. I början på Ryus Tatsumaki Senpuukyaku kan Ryu undvika projektilattacker, och sparken slår ner motståndare på ett slag.

## Historia

### Street Fighter I
I den första Street Fighter-turneringen besegrar Ryu alla motståndare och får då till sist möta slutbossen Sagat. Ryu är väldigt nära att förlora, men hans önskan att vinna är så stark att han ger efter för Satsui no Hadou och slår ner Sagat med riktigt kraftfull Metsu Shoryuken, vilken knockar Sagat medvetslös och ger honom ett stort ärr på bröstet. Efter att Sagat vaknar upp svär han på att han ska hämnas på Ryu.

### Street Fighter Alpha
Enligt SF Alpha-historien lämnar Ryu Sagat bakom sig och återvänder till sitt hem där han hittar sin mästare och adoptivfar Gouken mördad. Ryu får veta att det var Akuma som mördade honom och han började då resa runt i världen och leta efter Akuma.
Han hittar och utmanar Akuma på en enslig ö, men Akuma gör inte sitt bästa utan testar bara Ryu. Akuma märker att Ryu har samma krafter som han själv har och berättar för Ryu om Satsui no Hadou, vilken tar över utövaren och driver på personen till att vinna även om det innebär att döda motståndaren. Ryu vägrar att ge efter för denna kraft och Akuma slår sönder ön och lämnar Ryu att fundera över hans ord.
Efter att ha flytt från ön slåss han mot Ken och förlorar. Ken förstår att Ryu inte är sig själv och har haft flera problem med sig själv efter sin vinst mot Sagat. Ken ger Ryu sitt röda hårband som en påminnelse om att vara fokuserad, vilket Ryu är djupt tacksam för och väljer att bära hårbandet i varje slagsmål från och med nu. Kort därefter kommer ett ungt fan, Sakura, fram och uttrycker sin önskan att träna för honom. Ryu svarar att han själv har mycket att lära sig ännu, men han tillåter Sakura att ta en bild av honom och hon svär på att hon ska göra så att han accepterar henne så småningom.
Ryu fortsätter att vara bekymrad över vad Akuma sade till honom och över hans möte med Rose, som har nära kontakter med M. Bison, ledaren för Shadaloo (Shadowloo, Shadowlaw). Hon berättar för honom att han inte kan besegra Bison såvida han inte slåss mot honom på bekostnad av sin själ. När Ryu sedan konfronterar Bison blir han besegrad av Bison, trots att han kämpar tappert. Bison tar den medvetslöse Ryu och börjar hjärntvätta honom. Bison kommer också underfund med att Satui no Hadou är släkt med hans eget Psycho Power.

### Street Fighter II
I den andra Street Fighter-turneringen ställer Ryu upp för att testa sina färdigheter och besegrar lätt många av motståndarna. Förmodligen förlorar han dock mot Ken i denna turnering, eftersom Ken innan turneringen sa att om han inte vann över Ryu skulle han inte gifta sig med Eliza. Enligt historien gifter de sig efter turneringen.
M. Bison blir senare besegrad och dödad av Akuma, som hoppar in i Bisons arena och gör en Shun Goku Satsu och skickar Bisons själ till helvetet.

### Street Fighter III
Mycket lite är officiellt bekräftat angående handlingen i Street Fighter III. I turneringen som pågick i Street Fighter III: 2nd Impact kämpade Ryu mot Hugo och vann, trots att Hugo träffades av Ryus starkaste attack Shin Shoryuken och fortfarande stod upp. Ryu hoppade av tävlingen innan finalen som därför vanns av Alex. Det ryktas att Oro nu har tagit honom som elev. Ett uttalande från Ingrid, som är en tidsresenär, i Capcom Fighting Jam, antyder att Ryu i framtiden är munk eller eremit.

## Övrigt
- Capcom USA kallar Ryus fightingstil för "Shotokan" men egentligen har Ryus stil ringa likheter med den stilen. Ryu, Ken och Akuma kallas i alla fall för "Shotos" av många fans.
- Ryus bana i de flesta spelen är "Suzaku Castle". Där är Gouken begravd.
- I "Namco x Capcom" slåss han tillsammans med Jin Kazama från Tekken och Ken.
- Evil Ryus symbol på ryggen i Capcom vs SNK 2 är metsu (滅) som betyder "Förstörelse".
- Ryu gör en cameoroll i Disneyfilmen Röjar-Ralf.